# Miłość turecka
Miłość turecka – zachowanie seksualne, polegające na jednoczesnym masturbowaniu się obojga partnerów seksualnych, połączonym z obserwowaniem swoich reakcji seksualnych. Zachowanie to jest wykorzystywane w terapii zaburzeń seksualnych, np. trudności w osiągnięciu orgazmu. W ten sposób partnerzy pokazują sobie optymalne sposoby stymulacji, pozwalające na osiągnięcie pełnej satysfakcji seksualnej.